# Donald McPherson
John Donald McPherson (ur. 20 lutego 1945 w Windsorze, zm. 24 listopada 2001 w Monachium) – kanadyjski łyżwiarz figurowy, startujący w konkurencji solistów. Uczestnik igrzysk olimpijskich (1960), mistrz świata (1963), mistrz Ameryki Północnej (1963) oraz mistrz Kanady (1963).
Zmarł w wyniku powikłań cukrzycowych.

## Osiągnięcia
| Zawody                        | 1959           | 1960           | 1961           | 1962           | 1963           |                |                |                |                |                |                |                |                |                |                |                |                |
| Międzynarodowe                | Międzynarodowe | Międzynarodowe | Międzynarodowe | Międzynarodowe | Międzynarodowe | Międzynarodowe | Międzynarodowe | Międzynarodowe | Międzynarodowe | Międzynarodowe | Międzynarodowe | Międzynarodowe | Międzynarodowe | Międzynarodowe | Międzynarodowe | Międzynarodowe | Międzynarodowe |
| ----------------------------- | -------------- | -------------- | -------------- | -------------- | -------------- | -------------- | -------------- | -------------- | -------------- | -------------- | -------------- | -------------- | -------------- | -------------- | -------------- | -------------- | -------------- |
| Igrzyska olimpijskie          |                | 10             |                |                |                |                |                |                |                |                |                |                |                |                |                |                |                |
| Mistrzostwa świata            |                | 8              |                | 4              | 1              |                |                |                |                |                |                |                |                |                |                |                |                |
| Mistrzostwa Ameryki Północnej | 6              |                | 5              |                | 1              |                |                |                |                |                |                |                |                |                |                |                |                |
| Krajowe                       |                |                |                |                |                |                |                |                |                |                |                |                |                |                |                |                |                |
| Mistrzostwa Kanady            | 1 J            | 2              | 2              | 2              | 1              |                |                |                |                |                |                |                |                |                |                |                |                |

## Nagrody i odznaczenia
- Galeria Sławy Kanadyjskiego Łyżwiarstwa Figurowego – 1996[2]
- Canada's Walk of Fame – 1963[7]